# Megyn Price
Megyn Price (ur. 24 marca 1971 w Seattle) – amerykańska aktorka.
Najbardziej znana z roli Claudii Finnerty z serialu komediowego Uziemieni oraz Audrey Bingham z serialu komediowego CBS Sposób użycia.

## Filmografia
- 2012: Jej Szerokość Afrodyta jako Emily Horn (odcinek Welcome Back)
- od 2007: Sposób użycia jako Audrey Bingham
- 2006: Inspektor do zadań specjalnych jako Jane Whitley
- 2005-2009: Amerykański tata jako Linda
- 2001-2005: Uziemieni jako Claudia Finnerty
- 2000: Will & Grace jako Claire (odcinek Seeds of Discontent)
- 1999: Mystery, Alaska jako Sarah Heinz
- 1996: Renegat jako Mary Beth Larson (odcinek Baby Makes Three)
- 1995-1996: The Drew Carey Show jako Waitress (odcinek Miss Right i Drew and Mr. Bell's Nephew)
- 1994: Byle do dzwonka: Nowa klasa jako Samantha (odcinek Drinking 101)
- 1993: Zagubiony w czasie jako Suzanne Sanders (odcinek Liberation)

i inne